# Diego Calva
Diego Calva Hernández (Ciutat de Mèxic, 16 de març de 1992) és un actor mexicà. Ha estat protagonista en la sèrie de televisió de drama criminal Narcos: México (2021) i en la pel·lícula de comèdia dramàtica Babylon (2022). Per la seva actuació en aquesta última pel·lícula, va rebre una nominació al Globus d'Or al millor actor musical o còmic.

## Primers anys i carrera
Calba va néixer al març de 1992 a Ciutat de Mèxic. Va assistir al Centro de Capacitación Cinematográfica i hi va estudiar direcció i guió.
Durant la seva estada a l'escola de cinema, va treballar com a cambrer, decorador, operador de micròfon i ajudant de producció. Va dirigir alguns curtmetratges abans de dedicar-se de ple a la interpretació.
Va aconseguir el seu primer paper protagonista en 2015 en la pel·lícula independent Te prometo anarquía del cineasta Julio Hernández Cordón, que es va estrenar en el Festival Internacional de Cinema de Locarno i es va projectar en el Festival Internacional de Cinema de Toronto 2015. Va guanyar el premi al Millor Actor Principal al costat del seu coprotagonista Eduardo Eliseo Martínez en el Festival Internacional del Nou Cinema Llatinoamericà de l'Havana de 2015 pel seu paper en aquesta pel·lícula.
En 2021, es va incorporar al repartiment de la sèrie de televisió Narcos: México, en la qual va interpretar a Arturo Beltrán Leyva.
En 2020, va aconseguir el paper de Manny Torres en la pel·lícula de Damien Chazelle, Babylon, estrenada en 2022 i coprotagonitzada amb Brad Pitt i Margot Robbie.

## Filmografia

### Cine
| Any  | títol                    | Paper        | Notes        |
| ---- | ------------------------ | ------------ | ------------ |
| 2013 | Ficción                  | Amigo        | Curtmetratge |
| 2015 | Te prometo anarquía      | Miguel       |              |
| 2017 | Ayúdame a pasar la noche | Luis         |              |
| 2017 | Otro muerto              | Alejandro    | Short        |
| 2020 | ColOZio                  | Diego        |              |
| 2020 | Tigres                   | Azur         |              |
| 2021 | Carlota                  | Poncho       | Short        |
| 2021 | Beautiful Losers         | Daniel       |              |
| 2022 | Babylon                  | Manny Torres |              |
| 2023 | Bird Box Barcelona       | Octavio      |              |

### Televisió
| Any  | Títol          | Paper                | Notes       |
| ---- | -------------- | -------------------- | ----------- |
| 2018 | The Inmate     | El Rubio             | 12 episodis |
| 2020 | Imparable      | Joshua               | 8 episodis  |
| 2021 | Narcos: Mexico | Arturo Beltrán Leyva | 6 episodis  |

## Premis i nominacions
| Any  | Premi                                                            | Categoria                                          | Treball             | Resultat  | Ref.   |
| ---- | ---------------------------------------------------------------- | -------------------------------------------------- | ------------------- | --------- | ------ |
| 2015 | Festival Internacional del Nou Cinema Llatinoamericà de l'Havana | Millor actor (al costat d'Eduardo Eliseo Martinez) | Te prometo anarquía | Guanyador | [ 9 ]  |
| 2022 | Greater Western New York Film Critics Association                | Millor actor principal                             | Babylon             | Nominat   | [ 10 ] |
| 2023 | Premi del Sindicat d'Actors de Cinema                            | Millor repartiment                                 | Babylon             | Nominat   | [ 11 ] |
| 2023 | Premis Satellite                                                 | Millor actor musical o còmic                       | Babylon             | Nominat   | [ 12 ] |
| 2023 | Premis Globus d'Or                                               | millor actor musical o còmic                       | Babylon             | Nominat   | [ 13 ] |